# Borbodikkopje
Het borbodikkopje (Borbo borbonica) is een vlinder uit de familie dikkopjes (Hesperiidae). De wetenschappelijke naam is voor het eerst geldig gepubliceerd in 1833 door Jean Baptiste Boisduval.
De vliegtijd is van augustus tot oktober.
De soort komt voor in Noord-Afrika en de zuidkust van Europa, met name het uiterste zuiden van Spanje.
1. ↑  (en) Borbodikkopje op de IUCN Red List of Threatened Species.